# Джеймс Квак
Джеймс Квак (англ. James Kwak, нар. 1969 року, Нью-Йорк, США) — американський юрист і професор права в Юридичній школі Університету Коннектикуту. Він найбільш відомий як співзасновник, разом із Саймоном Джонсоном, економічного блогу «The Baseline Scenario», що був заснований у вересні 2008 року і висвітлює питання глобальної економіки, права та державної політики.

## Кар'єра
Квак отримав ступінь бакалавра мистецтв magna cum laude у 1990 році в Гарвардському університеті і ступінь доктора філософії з французької інтелектуальної історії в 1997 році в Каліфорнійському університеті у Берклі.
Квак працював консультантом у компанії McKinsey & Company, а згодом став директором з маркетингу продуктів в Ariba, де він керував стратегією продукту та маркетингом для підрозділу Platform Solutions та мережі Ariba Network. Він також був співзасновником компанії Guidewire Software, незалежного постачальника програмного забезпечення для страхування майна та відповідальності.
Після отримання ступеня доктора права в Єльському університеті у 2011 році він приєднався до викладацького складу Юридичної школи Університету Коннектикуту в серпні того ж року.
Квак є автором книги Economism: Bad Economics and the Rise of Inequality (2017, ISBN 978-1101871195). Спільно з Саймоном Джонсоном він написав книги «13 банкірів: Захоплення Волл-стріт та наступний фінансовий крах» (2010, ISBN 978-0307379054) та «Білий дім у вогні: Отці-засновники, Наш національний борг і чому це важливо для вас» (2012, ISBN 978-0307906960). Він також є онлайн-колумністом для The Atlantic.